# 지속 가능한 인구
지속 가능한 인구(sustainable population)는 지구 또는 국가나 대륙과 같은 지구의 특정 지역에 제안된 지속 가능한 인구를 의미한다. 추정치는 매우 다양하며, 6억 5천만 명에서 98억 명에 이르는 다양한 수치를 기반으로 한 추정치가 있으며, 일반적인 추정치는 80억 명이다. 인구 증가에 대한 예측, 과소비에 대한 평가 및 환경에 대한 인간의 압력으로 인해 일부 사람들은 지속 가능한 인구를 옹호하게 되었다. 제안된 정책 솔루션은 지속 가능한 개발, 여성 교육, 가족 계획 및 광범위한 인구 계획을 포함하여 다양하다.
중국과 인도와 같은 신흥 경제국은 일반적으로 비산업화 세계와 마찬가지로 서구 세계의 생활 수준을 열망한다. 2022년 기준으로 중국과 인도는 각각 14억 명 이상으로 아시아 인구의 대부분을 차지한다. 개발도상국의 인구 증가와 선진국의 지속 불가능한 소비 수준이 결합되어 지속가능성에 대한 심각한 도전을 제기하고 있다.
유엔 인구 기금(UN Population Fund)에 따르면, 높은 출산율과 빈곤은 밀접한 상관관계가 있으며, 세계에서 가장 가난한 나라들은 출산율과 인구 증가율도 가장 높다.

## 같이 보기
- 인구 증가
- 인구 과잉